# 君のもとへかける虹
君のもとへかける虹（きみのもとへかけるにじ）は、北海道文化放送で放送されていたローカルテレビ番組（ミニ番組）である。

## 概要
若手作家や監督による、身近に起きるような物語を3分ほどのショートムービーで製作したドラマ。出演者も若手や地元出身の俳優やエキストラが多く出演している。
エヌ・ティ・ティ・ドコモ北海道（2008年7月よりNTTドコモ）一社提供の番組で、NTTドコモ製携帯電話のサービスが劇中で使用されていた。

## 放送時間
- 月曜日 21:54 - 22:00

## 放送一覧
- 第一話 - Doco？「キオク」
- 第二話 - Doco？「ココロ」
- 第三話 - Doco？「スガオ」
- 第四話 - ピース!〜Hot Summer〜
- 第五話 - ピース！〜見つめていたい〜
- 第六話 - ピース!〜ペリカン17's〜
- 第七話 - トモダチ〜dear my・・・〜
- 第八話 - トモダチ〜boys be …〜
- 第九話 - トモダチ〜present for…〜
- 第十話 - FOMA探偵☆工藤ちゃん〜彼女の失踪の巻〜
- 第十一話 - FOMA探偵☆工藤ちゃん〜乙女の悩みの巻〜
- 第十二話 - 不思議店主の骨董屋〜彼の落し物の巻〜
- 第十三話 - 不思議店主の骨董屋〜占いのアンティーク人形〜
- 第十四話 - 不思議店主の骨董屋〜時を越えた贈り物〜
- 第十五話 - 不思議店主の骨董屋〜カメラの中の記憶〜
- 第十六話 - チーズと彼女とペンネと僕
- 第十七話 - マーキーの冒険〜カラフルでアツイ奴の巻〜
- 第十八話 - JUST THE WAY YOU ARE 〜素顔の自分〜
- 第十九話 - 野村家の奇跡〜長男☆大の場合〜
- 第二十話 - 野村家の奇跡〜長女☆瞳の場合〜
- 第二十一話 - 野村家の奇跡〜次女☆澪の場合〜
- 第二十二話 - サヨナラ カナデル。
- 第二十三話 - サヨナラ カナデル。第二話
- 第二十四話 - サヨナラ カナデル。第三話
- 心の支えは?（全4話）
  1. 「あなたがいるから、私がいます」
  2. 「仕方ない、許してやるか…」
  3. 「今夜は大切な…」
  4. 「失恋記念日、おめでとう」
- 携帯電話の中の宝物（全4話）
  1. 「部長の素顔」
  2. 「ある人の着メロ」
  3. 「iショットフォトグラファー」
  4. 「パパはメル友」
- FRIENDS（全4話）
- 生き方の違い（全5話）
- 初めての…（全5話）
- 家族の肖像（全5話）
- 笑顔のむこう（全5回）
- 凩 〜木枯らしの季節に〜（全4話）
  1. 「紅葉のプロポーズ」
  2. 「婆ちゃんの味」
  3. 「10年後の約束」
  4. 「二人のデッサン」
- 幸せの木 〜願い〜（全4話）
  1. 「告白」
  2. 「サンタが来なくなる日」
  3. 「願いがかなうリース」
  4. 「パパとの思い出の木」
- 言葉で伝えるキモチ（全4回）
  1. 「ブチョウのキモチ」
  2. 「ハタチのキモチ」
  3. 「オネガイのキモチ」
  4. 「ヒトリのキモチ」
- ハリーの憂うつ（全4回）
  1. 「鬼の目にも涙」
  2. 「ハートのチョコレート」
  3. 「受験番号5963」
  4. 「風邪のタヨリ」
- 七色商店街（全4回）
- チョキの小さな春（全4回）
- 不思議オジさんの言葉（全4回）
- スズランの町（全5回）
- 七月の風（全4回）
  1. 「1ヶ月 早いよ」
  2. 「四つ葉のクローバー」
  3. 「海に行きたい」
  4. 「蝉時雨」
- 携帯にしまってある大切なもの（全4回）
- ハリーの憂うつ 九月物語（全5回）
  1. 「画家になりたいあいつ」
  2. 「マリッジブルーの彼女」
  3. 「十五夜に占ったもの」
  4. 「トモと子供とハリー」
  5. 「彼の名はロダン?」
- 秋に…（全4回）
  1. 「思い出せない相手」
  2. 「逆上がり」
  3. 「秋になれば」
  4. 「初雪が降る前に」
- おかげで晴れ晴れ（全4回）